# Razzie Awards 2022
La 43ª edizione dei Razzie Awards si è svolta l'11 marzo 2023 per premiare il peggio della produzione cinematografica statunitense dell'anno 2022.
Le candidature sono state annunciate il 23 gennaio 2023; il film più nominato è stato Blonde con otto candidature.

## Vincitori e candidati
Vengono di seguito indicati i candidati ed i vincitori in grassetto.

### Peggior film
- Blonde, regia di Andrew Dominik
- Pinocchio, regia di Robert Zemeckis
- Good Mourning, regia di Machine Gun Kelly e Mod Sun
- The King's Daughter, regia di Sean McNamara
- Morbius, regia di Daniel Espinosa

### Peggior attore
- Jared Leto - Morbius
- Machine Gun Kelly - Good Mourning
- Pete Davidson (voce) - Marmaduke
- Tom Hanks - Pinocchio
- Sylvester Stallone - Samaritan

### Peggior attrice
- Ryan Kiera Armstrong - Firestarter (poi tolta dalle candidature per le polemiche seguite)[3]
- Bryce Dallas Howard - Jurassic World - Il dominio (Jurassic World Dominion)
- Diane Keaton - Mack & Rita
- Kaya Scodelario - The King's Daughter
- Alicia Silverstone - Sharks - Incubo dagli abissi (The Requin)

Il premio è stato poi auto-assegnato ai Razzie per aver sbagliato a candidare una bambina.

### Peggior prequel, remake, rip-off o sequel
- Pinocchio
- Blonde
- 365 giorni - Adesso (365 Dni: Ten Dzień) e Altri 365 giorni (Kolejne 365 dni)
- Firestarter
- Jurassic World - Il dominio (Jurassic World Dominion)

### Peggior attrice non protagonista
- Adria Arjona - Morbius
- Lorraine Bracco (voce) - Pinocchio
- Penelope Cruz - Secret Team 355 (The 355)
- Fan Bingbing - Secret Team 355 (The 355) e The King's Daughter
- Mira Sorvino - Lamborghini - The Man Behind the Legend

### Peggior attore non protagonista
- Tom Hanks - Elvis
- Pete Davidson (cameo) - Good Mourning
- Xavier Samuel - Blonde
- Mod Sun - Good Mourning
- Evan Williams - Blonde

### Peggior coppia
- Tom Hanks e la sua faccia in latex (col suo ridicolo accento) in Elvis
- Machine Gun Kelly e Mod Sun in Good Mourning
- Entrambi i personaggi della vita reale nella fallace scena della camera da letto della Casa Bianca in Blonde
- Andrew Dominik e i suoi problemi con le donne in Blonde
- I due sequel di 365 giorni (distribuiti entrambi nel 2022)

### Peggior regista
- Machine Gun Kelly e Mod Sun - Good Mourning
- Judd Apatow - Nella bolla (The Bubble)
- Andrew Dominik - Blonde
- Daniel Espinosa - Morbius
- Robert Zemeckis - Pinocchio

### Peggior sceneggiatura
- Blonde - scritto da Andrew Dominik, dal romanzo biografico di Joyce Carol Oates
- Pinocchio - scritto da Robert Zemeckis e Chris Weitz (non autorizzato dai proprietari dei diritti dell'opera di Carlo Collodi)
- Good Mourning - scritto da Machine Gun Kelly e Mod Sun
- Jurassic World - Il dominio (Jurassic World Dominion) - scritto da Emily Carmichael e Colin Trevorrow, storia di Colin Trevorrow e Derek Connolly
- Morbius - storia e sceneggiatura di Matt Sazama e Burk Sharpless

### Razzie Redeemer Award
- Colin Farrell per Gli spiriti dell'isola (The Banshees of Inisherin)
- Mark Wahlberg per Father Stu
- Val Kilmer per Val

## Casi mediatici
A seguito della candidatura dell'attrice minorenne Ryan Kiera Armstrong (per il film Firestarter), è scoppiata una polemica che ha travolto l'organizzazione del premio, che si è successivamente scusata per l'accaduto, togliendo l'attrice tra i nomi delle candidate e inserendo la regola che non renderà più possibile nominare minorenni al premio.